# Mallerenga cuallarga violàcia
La mallerenga cuallarga violàcia (Leptopoecile sophiae) és una espècie d'ocell de la família dels egitàlids (Aegithalidae). El seu estat de conservació es considera de risc mínim.

## Hàbitat i distribució
Habita boscos i zones amb matolls de ribera de l'Himàlaia del nord de l'Índia, Caixmir, Sikkim, Bhutan, Tibet, i Xina occidental.